# Friends in High Places
Pour l’article homonyme, voir Des amis haut placés, titre français du roman Friends in High Places, de Donna Leon..
Albums de George Jones & Divers
You Oughta Be Here with Me
(1990) And Along Came Jones
(1991)
Friends in High Places est un album de l'artiste américain de musique country George Jones, composé de duos avec divers artistes invités. Cet album est sorti en 1991 sur le label Epic Records. C'est le dernier album de Jones sur ce label.

## Historique
Cet album comprend des duos qui ont principalement été enregistrés entre 1988 et 1991. Celui avec Emmylou Harris est plus ancien encore, datant de 1984. Le manque de soutien apporté par le label à cet album a fait qu'il est passé quasiment inaperçu. La plupart des duos ont plus tard été inclus sur la réédition de son album de 1979 My Very Special Guests. Le titre de cet album a probablement été inspiré par celui d'un tube du chanteur de country Garth Brooks de l'époque, Friends in Low Places.

## Liste des pistes
| No  | Titre                                                                       | Durée |
| --- | --------------------------------------------------------------------------- | ----- |
| 1.  | A Few Ole Country Boys (avec Randy Travis)                                  | 3:37  |
| 2.  | All Fall Down (avec Emmylou Harris)                                         | 3:18  |
| 3.  | Fiddle and Guitar Band (avec Charlie Daniels)                               | 2:25  |
| 4.  | All That We've Got Left (avec Vern Gosdin)                                  | 2:57  |
| 5.  | Love's Gonna Live Here (avec Buck Owens)                                    | 1:58  |
| 6.  | If I Could Bottle This Up (avec Shelby Lynne)                               | 3:11  |
| 7.  | I've Been There (avec Tim Mensy)                                            | 2:22  |
| 8.  | You Can't Do Wrong and Get By (avec Ricky Skaggs)                           | 2:41  |
| 9.  | It Hurts as Much in Texas (As It Did in Tennessee) (avec Ricky Van Shelton) | 2:22  |
| 10. | Traveller's Prayer (avec Sweethearts of the Rodeo)                          | 3:01  |

## Positions dans les charts
| Chart (1991)                      | Positions |
| --------------------------------- | --------- |
| U.S. Billboard Top Country Albums | 72        |